# Рендолф (округ, Міссурі)
Шаблон:StateAbbr_ 39°26′ пн. ш. 92°30′ зх. д. / 39.43° пн. ш. 92.5° зх. д.
Округ Рендолф (англ. Randolph County) — округ (графство) у штаті Міссурі, США. Ідентифікатор округу 29175.

## Історія
Округ утворений 1829 року.

## Демографія
За даними перепису
2000 року
загальне населення округу становило 24663 осіб, зокрема міського населення було 11839, а сільського — 12824.
Серед мешканців округу чоловіків було 12778, а жінок — 11885. В окрузі було 9199 домогосподарств, 6234 родин, які мешкали в 10740 будинках.
Середній розмір родини становив 2,94.
Віковий розподіл населення поданий у таблиці:
| Стать    | До 15 років | 15-21 | 22-29 | 30-39 | 40-49 | 50-65 | 65-85 | Понад 85 |
| -------- | ----------- | ----- | ----- | ----- | ----- | ----- | ----- | -------- |
| Чоловіки | 2505        | 1246  | 1445  | 2105  | 2113  | 1879  | 1338  | 147      |
| Жінки    | 2378        | 1166  | 1128  | 1551  | 1651  | 1835  | 1762  | 414      |

## Суміжні округи
- Мейкон — північ
- Шелбі — північний схід
- Монро — схід
- Одрейн — південний схід
- Бун — південний схід
- Говард — південь
- Черітон — захід

## Виноски
1. ↑  U.S. Decennial Census. United States Census Bureau. Процитовано 18 листопада 2014.
2. ↑  Historical Census Browser. University of Virginia Library. Архів оригіналу за 11 серпня 2012. Процитовано 18 листопада 2014.
3. ↑  Population of Counties by Decennial Census: 1900 to 1990. United States Census Bureau. Процитовано 18 листопада 2014.
4. ↑  Census 2000 PHC-T-4. Ranking Tables for Counties: 1990 and 2000 (PDF). United States Census Bureau. Процитовано 18 листопада 2014.
5. ↑  State & County QuickFacts. United States Census Bureau. Архів оригіналу за 7 червня 2011. Процитовано 12 вересня 2013.(англ.) Наведено за англійською вікіпедією.
6. ↑  American FactFinder. Бюро перепису населення США. Архів оригіналу за 26 лютого 2012. Процитовано 31 січня 2008.

| США | Це незавершена стаття з географії США. Ви можете допомогти проєкту, виправивши або дописавши її. |